# Lewis Ferry Moody

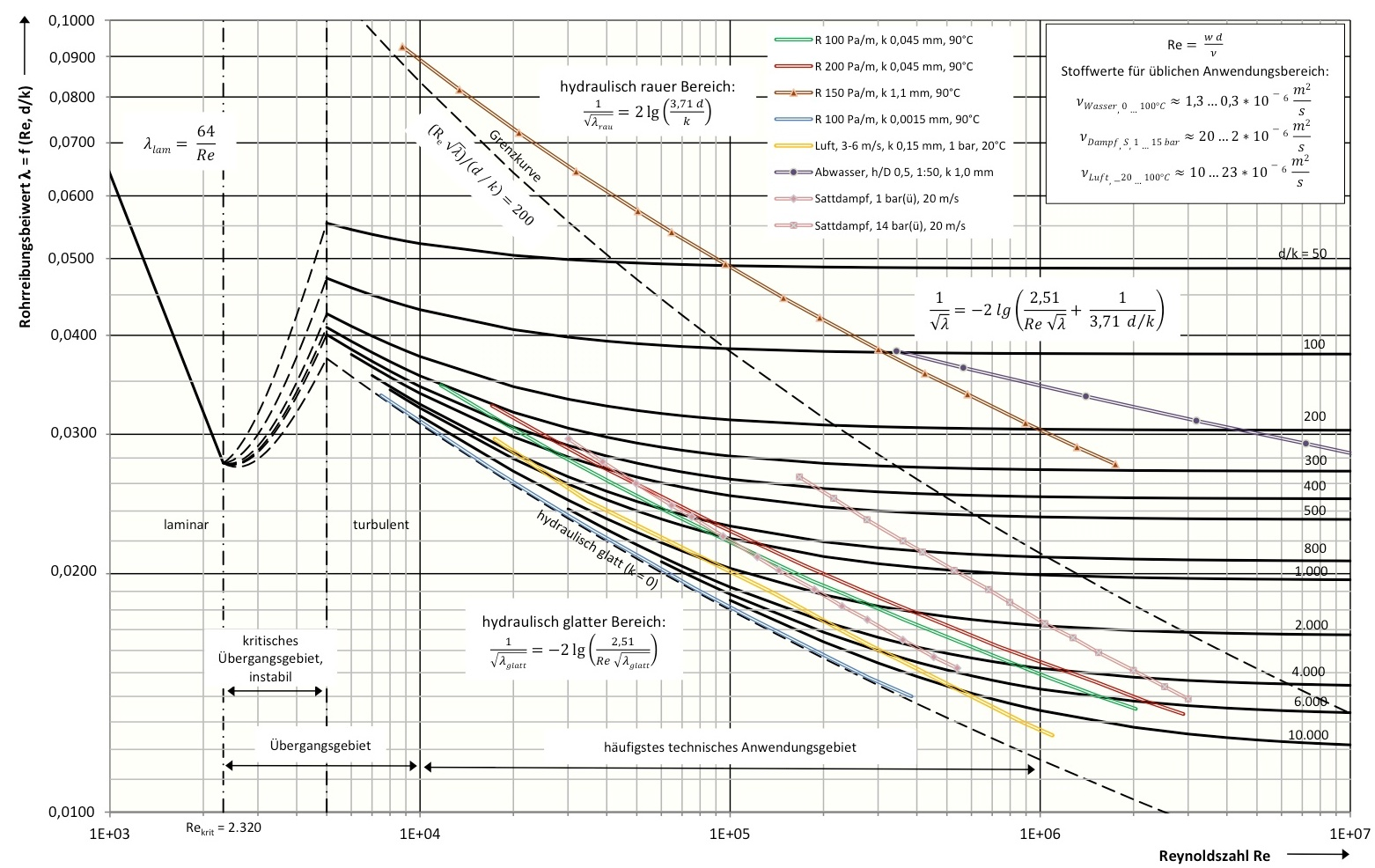
Das Moody-Diagramm zeigt die Rohrreibungszahl in Abhängigkeit von der Reynolds-Zahl und der relativen Rauheit.

Lewis Ferry Moody (* 1880; † 1953) war ein US-amerikanischer Maschinenbauingenieur und Professor für Hydraulik an der Princeton University.
Er ist bekannt für die Entwicklung des nach ihm benannten Moody-Diagramms zur Berechnung des Druckverlusts in geraden Rohrleitungen mit voll ausgebildeter laminarer oder turbulenter Strömung. Das Diagramm beschreibt den Zusammenhang zwischen den dimensionslosen Größen der Reynolds-Zahl {\displaystyle Re}, der relativen Rauheit {\displaystyle k/D} und der Rohrreibungszahl {\displaystyle \lambda }.
Moody war der erste Professor für Hydraulik an der ingenieurwissenschaftlichen Fakultät an der Princeton University.

## Leben
Moody begann seine Tätigkeit als Professor für Hydraulik und Maschinenkonstruktion im Jahr 1930.
Das in der Strömungstechnik wichtige und verbreitete Moody-Diagramm entwickelte er 1944.
Für seine Erfindungen, vor allem auf dem Gebiet der Strömungsmaschinen, erhielt er 23 Patente.

## Auszeichnungen
Für seine Arbeiten erhielt Moody zwei Auszeichnungen.
- Elliott Cresson Medal (1945)
- Ehrenmitgliedschaft in der American Society of Mechanical Engineers (ASME) (1951)[4]

Bereits fünf Jahre nach seinem Tod wurde ihm zu Ehren von der American Society of Mechanical Engineers (ASME) zum ersten Mal der Lewis F. Moody Award vergeben. Die Auszeichnung wird jährlich vergeben und ehrt Wissenschaftler der ASME für ihre herausragenden Arbeiten auf dem Gebiet des Maschinenbaus.